# Rosal del Monte
Rosal del Monte es un centro poblado del departamento de Nariño, Colombia. Bajo jurisdicción del municipio de Buesaco.

## Geografía
Se encuentra ubicado a 2500 m s. n. m. Tiene un temperatura que oscila entre 12 °C   y 15 °C.
Limita al sur con el municipio de Pasto; y al occidente de esta con el centro poblado Villamoreno.

## División Territorial
El Centro poblado cuenta aproximadamente con 500 casas aprox. dividido en 8 manzanas. Estos son sus barrios: barrio San Francisco, San José, Divino Niño, El Carmen, Corazón de Jesús.

## Historia
Fue fundado en el año 1677 mediante un Decreto de Adjudicación de Tierras del Virrey de Quito, que fue entregado al Gobernador del Cabildo Indígena de la época Tomas Díaz Botina.
Inicialmente se construyó en un lugar hoy llamado Medina Sacananbuy (lugar del Manzano). luego se trasladaron al sitio hoy ocupado por la Comunidad Rosaleña.
Posteriormente, el Obispo Antonio María Pueyo de Val le coloco su nombre actual: Rosal del Monte. Al abolir el de "Pueblo del Monte" ya que en sus montañas, colinas y praderas abundaban árboles que florecían durante todo el año.

## Economía
Las actividades económicas de Rosal del Monte son la agricultura y la ganadera. 
Su principal actividad económica es la cría de ganado vacuno especialmente ganado productor de leche y procesamiento de los derivados lácteos.
Mientras, la agricultura se desarrolla en menor escala con cultivos de tubérculos, legumbres.